# Брайя
Брайя (лат. Braya) — род травянистых растений семейства Капустные (Brassicaceae), распространённый в субарктических и субальпийских областях Северного полушария.
Род назван в честь баварского естествоиспытателя Франца Габриеля фон Брэ.

## Ботаническое описание
Низкорослые многолетние травянистые растения, опушенные ветвистыми и простыми волосками. Стебли от прямостоячих до лежачих или восходящих.
Цветки собраны в щитковидные кисти. Чашелистики отстоящие, не мешковидные. Лепестки пурпуровые, розово-синеватые или белые, иногда желтоватые. Тычиночные нити простые, свободные; по обе стороны коротких тычинок по одной маленькой, короткопирамидальной медовой желёзке. Завязь сидячая; столбик очень короткий; рыльце короткодвулопастное. Плод — короткий, линейный или продолговатый стручок, или шаровидно-яйцевидный стручочек. Семена расположены в два ряда в каждом гнезде, семядоли плоские, зародыш спинкокорешковый. x = 7.

## Виды
Род включает 22 вида:
- Braya alpina Sternb. & Hoppe typus
- Braya fengii (Al-Shehbaz) Al-Shehbaz & D.A.German
- Braya fernaldii Abbe
- Braya gamosepala (Hedge) Al-Shehbaz & Warwick
- Braya glabella Richardson
- Braya humilis (C.A.Mey.) B.L.Rob.
- Braya linearis Rouy
- Braya longii Fernald
- Braya pamirica (H.Karst.) O.Fedtsch. — Брайя памирская
- Braya parvia (C.H.An) Al-Shehbaz & D.A.German
- Braya piasezkii (Maxim.) Al-Shehbaz & D.A.German
- Braya pilosa Hook.
- Braya purpurascens (R.Br.) Bunge ex Ledeb. — Брайя багрянистая
- Braya qingshuiheense (Y.Q.Ma & Zong Y.Zhu) Al-Shehbaz & D.A.German
- Braya rosea Bunge — Брайя розовая
- Braya scharnhorstii Regel & Schmalh. — Брайя Шарнгорста
- Braya sichuanica Al-Shehbaz
- Braya siliquosa Bunge — Брайя стручковая
- Braya stigmatosa (Franch.) Al-Shehbaz & D.A.German
- Braya thomsonii Hook.f.
- Braya thorild-wulffii Ostenf.
- Braya tibetica Hook.f. & Thomson